# Jamie Reid
Pour les articles homonymes, voir Reid.
Pour l’article ayant un titre homophone, voir Jamie Reed.
 (août 2023).
Jamie Reid, né le 16 janvier 1947 à Londres et mort le 9 août 2023 à Liverpool, est un artiste graphiste britannique, qui s'est d'abord fait connaître en 1977 en travaillant l'esthétique graphique du mouvement punk. 
Ses œuvres les plus connues sont la réalisation des pochettes des Sex Pistols : l'album Never Mind the Bollocks, Here's the Sex Pistols et les 45 tours de Anarchy in the UK, God Save The Queen, Pretty Vacant et Holidays in the Sun. Les visuels de ces pochettes ont marqué de façon significative l'esthétique punk, notamment au Royaume-Uni et marquaient du même coup la naissance officielle du courant punk rock.

## Biographie

Le logo Sex Pistols créé par Jamie Reid en 1977.

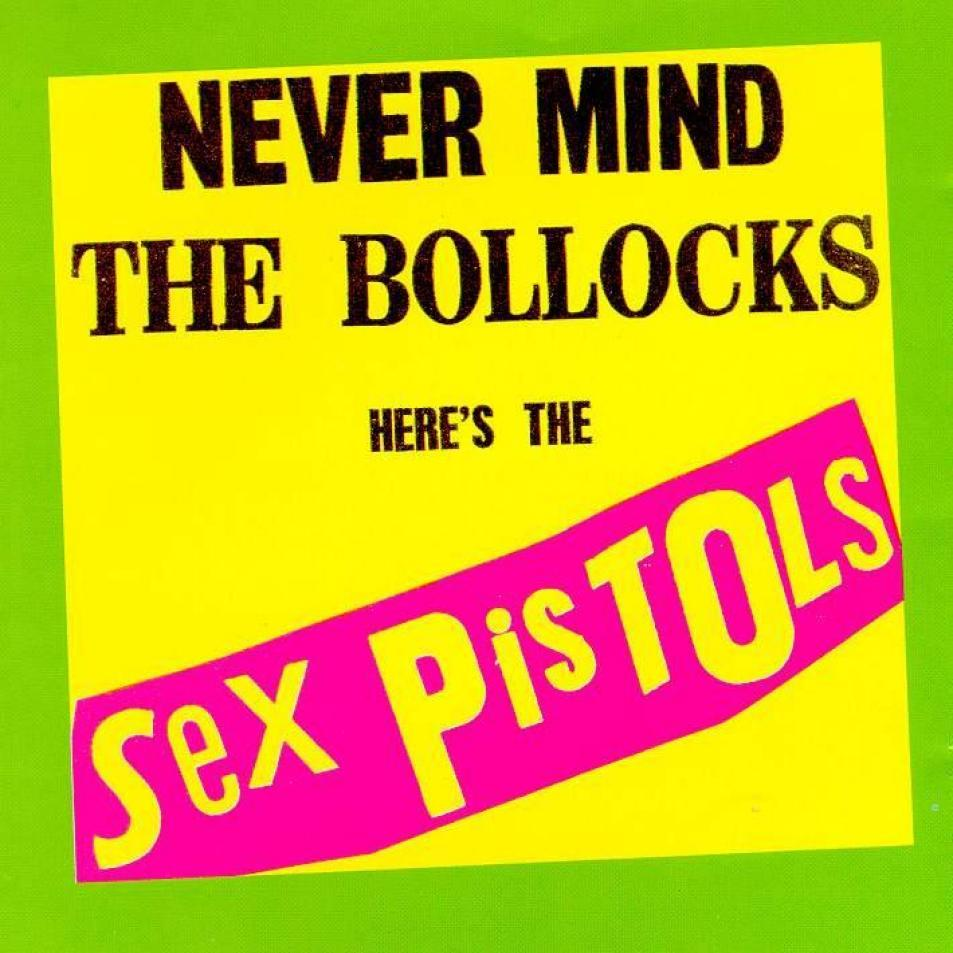
CD des Sex Pistols – Never Mind the Bollocks, Here’s the Sex Pistols (réédition avec bordure verte).

Jamie Reid a étudié à l'université John Ruskin (John Ruskin Grammar School) à Croydon avec Malcolm McLaren, avec qui il participera à un sit-in à l'école d'Art de Croydon (Croydon Art School) et contribuera à la traduction et à la publication en Angleterre des écrits situationnistes.
Au début des années 1970, Jamie et quelques amis montent une association pour former une communauté d'impression : Suburban Press. Ils y publieront fanzines, dépliants, brochures, livres de cuisine anarchiste, des articles sur le féminisme. En termes de design graphique il en apprendra plus en imprimerie à la Suburban press que dans son école.
En 1997 il a entrepris la production de sérigraphie pour le trentième anniversaire du punk rock.
Il a aussi réalisé des pochettes pour de la musique du monde avec des groupes comme Afro Celt Sound System.
Son travail s'inspire parfois du dadaïsme  et de l'économie de moyens du punk (Do it yourself). Par exemple il réalise beaucoup de collages, certains sont  des collages de lettres découpées dans les titres des journaux dans le genre d'une demande de rançon.
La vision unique de Jamie Reid s'articule autour des revendications liées à la société de notre époque, il lutte contre toute forme d'oppression et met le doigt sur les suppressions des libertés civiles de plus en plus fréquentes. Il nous révèle des nouvelles façons de penser, d'agir et propose de réorganiser nos ressources politiques et spirituelles. Il est un homme de conviction et de grande sagesse, aujourd'hui Jamie Reid est plongé dans la découverte et révèle les aspects de l'année Octuple (The eightfold Year)[source insuffisante].